# Димитрије Љотић
Димитрије В. Љотић (Смедерево, 12. август 1891 — Ајдовшчина, 23. април 1945) био је српски и југословенски политичар и адвокат. Љотић је био министар правде Краљевине Југославије, адвокат и вођа покрета ЗБОР и сарадник немачких окупационих власти за време окупације Југославије у Другом светском рату.
Љотић је 1931. био министар правде у влади Петра Живковића. На то место је поднео оставку након што је краљ Александар I Карађорђевић одбио његов предлог устава о спровођењу слободних и тајних избора, где би кандидате одређивали представници професионалних, сталешких, културних и хуманитарних организација. Љотић је 1935. основао профашистичку странку Збор. Предлагао је екстремну политичку филозофију коју је одликовао национализам, српски сељачки патернализам и аграризам, верска етика Српске православне цркве, монархизам и потпуна оданост династији Карађорђевић, као и ауторитативно, недемократско и корпоративно уређење државе и интегрално југословенство. Био је антилиберал и антидемократа, супротстављајући се вишепартијском систему, не прихватајући Јевреје и масоне, и изнад свега комунисте. Збор је био веома непопуларан у међуратном периоду (са свега око 1% гласова на изборима).
После окупације Југославије 1941. Немци су му предлагали да оснује своју владу, но он је то одбио и предложио генерала Милана Недића за место председника владе. Током рата, Љотић је био особа од највећег немачког поверења. Био је начелник за морал у Српском добровољачком корпусу, страначкој војсци Збора чији су припадници по њему називани љотићевци или збораши. Љотић је погинуо 1945. у аутомобилској несрећи у Словенији док је покушавао да створи националистички и антикомунистички војни савез који би се, под командом генерала Драгољуба Михаиловића и уз немачку помоћ, супротставио новој Југословенској армији.

## Биографија
Димитрије Љотић је рођен 12. августа 1891. године, од оца Владимира Љотића, који је био народни посланик у српском парламенту, председник општине Смедерево и генерални конзул Србије у Солуну, и мајке Љубице, која је била од рода кнеза Станоја из Зеока. Његови преци доселили су се у Србију из села Блаца (данашња грчка покрајина Македонија) у првој половини 19. века. Најстарији познати Димитријев предак звао се Ђорђе, по милошти Љота, а по чему је породица Љотић добила презиме.
На формирање личности Димитрија Љотића, највише су утицали отац, хришћанство и војска. Као дечак, знао је Литургију напамет и желео је да постане свештеник, а касније и астроном. Сматрао је да у та два позива нема ничега противречног и желео је да их обједини.
Димитрије Љотић је основну школу завршио у Смедереву, где се уписао и у гимназију. Када се породица преселила у Солун, наставља школовање и с непуних 16 година успешно полаже матуру у Српској Солунској гимназији по одобрењу Министарства иностраних послова. После пубертета Љотићев религиозни став се знатно охладио. Томе је допринео и космополитски начин живота у Солуну.
По повратку у Србију Љотић је уписао Правни факултет у Београду, где му се, под утицајем Лава Толстоја, поново вратио религиозни став, али у нешто измењеном облику. Постао је вегетаријанац и апстинент. Прихвативши Толстојеву идеју о религији „непротивљења злу“, одлучио је, да ће, када дође време за војску, одбити да прими пушку и положи заклетву. Љотић је постао, у идеолошком смислу, толстојевски анархиста. Био је против државе, коју је сматрао „творцем свију зала“.
У Првом балканском рату 1912. Љотић није ни позван у војску. Уместо тога, он је са дописником „Дејли телеграфа“ (The Daily Telegraph), Бенетом Барлијем отишао у Бугарску. Касније, током рата, пријавио се у добровољце болничаре. Служба му је била у санаторијуму Врачар. Убрзо је дошао и Други балкански рат 1913. Љотић је сматрао да не треба, под маском толстојевизма, да бежи од опасности, пријавио се за болничара у колерична одељења и добио размештај у Ристовац, на старој српско-турској граници.
- Димитрије Љотић скроз лево.
- Димитрије Љотић скроз лево, док његов брат Јаков Љотић стоји.

После рата, на инсистирање краља Петра, који је вероватно осећао неку врсту дуга према покојном Владимиру Љотићу, одлази на студије у Париз. Није успео да положи пријемни за агрономски факултет, па је све време проведено тамо посветио музејима, библиотекама и црквама. На Љотића, који ни раније није био склон идеји демократије, боравак у Паризу утицао је, како он каже, да се „излечи, ако би био склон каквој слабости према, тзв. Великој француској револуцији“. Од тада је почео да верује како највеће историјске несреће и трагедије долазе од лоших влада и лажних појмова, који раширени у масама, делују као истине. Док је био у Француској, Љотић је посећивао састанке монархистичких странака, читао њихову литературу и учвршћивао своје монархистичке погледе.
Јуна 1914. дошао је на одмор у Србију. Ту га затиче Први светски рат. Овога пута није било проблема са полагањем заклетве и узимањем пушке. У војсци је остао до демобилизације 17. јуна 1920. За време рата је унапређен у поручника и командира чете. По истеку рата, постављен је на железничку станицу Бакар као командир, где је био све до демобилизације. Ту је 1919. угушио штрајк железничара који су организовали комунисти да спрече доставу муниције против Мађарске совјетске републике Беле Куна. Љотић је сматрао да су му искуства стечена у рату највреднија, вреднија од оних стечених у Паризу.
Током службе у Бакру, упознао је своју будућу жену Ивку Мавринац, са којом се оженио 30. јуна 1920. у Смедереву где су се и настанили. Са њом је имао троје деце: Владимира Владу, Николу и Љубицу. Љотић је, каже, желео да се замонаши после војне службе, али му је женидба променила планове. После женидбе је положио адвокатски испит у Београду. Поред адвокатуре, бавио се организовањем земљорадничких задруга.

### Међуратна политичка каријера

#### Народна радикална странка
Иако је тврдио да је за његове појмове партијска политика безначајна, Љотић је 1920. ушао у Народну радикалну странку, тврдећи да је то била „Божја воља“ и убрзо постао председник њене омладинске организације. Међутим, 1926. је постао страначки дисидент, говорећи да су се преварили и он и странка, јер је он веровао да ће променити странку, а странка да ће променити њега. Кандидовао се за јавну службу на парламентарним изборима 1927. и добио 5.614 гласова, тј. петину гласова у смедеревском округу, али није било довољно да добије место у скупштини, које је освојио демократа Коста Тимотијевић.
Краљев државни удар 6. јануара 1929. којим је распуштена скупштина и све странке, омогућио је Љотићу да напусти страначку политичку активност без неког формалног акта. После удара, краљ га је поставио за министра правде у влади Петра Живковића као присталицу династије и Шестојануарске диктатуре. Као министар правде, Љотић је 28. јуна 1931. поднео краљу нови нацрт Устава. Предлог устава предвиђао је да народ бира своје заступнике општим тајним гласањем, док би кандидатуре одређивали представници професионалних, сталешких, културних и хуманитарних организација. Краљ је одбацио овај предлог устава, па је Љотић поднео оставку. Током опроштајне аудијенције 2. септембра 1931. краљ се сложио са Љотићевом идејом да отпочне рад на ширењу својих ставова, чије основе краљ иначе није усвојио, и замолио га да га извештава о резултату тог рада.

#### Збор
Након напуштања министарске функције Љотић се посветио окупљању истомишљеника. Љотић је 1934. ступио у контакт са три профашистичка покрета и издавачима њихових новина: Отаџбином (која је излазила у Београду), месечником Збор (који је излазио у Херцеговини) и недељником Буђење (из Петровграда). Љотић је сарађивао са сва три издања и постао је најутицајнији са покретом Отаџбина. Касније је основао Југословенски народни покрет, који је такође био познат и као ЗБОР од скраћенице „Здружена борбена организација рада“. Збор је настао спајањем три фашистичка покрета: Југословенске акције из Загреба, Бојовника из Љубљане и Буђења из Петровграда. Званично је основан 6. јануара 1935. на шесту годишњицу увођења Шестојануарске диктатуре. За председника покрета изабран је Димитрије Љотић. Први потпредседник био је Јурај Коренић, лекар из Загреба. Други потпредседник Франк Кондоре, адвокат из Љубљане, а генерални секретар Велибор Јонић, професор из Београда.
Збор је проглашен илегалним одмах по оснивању, пошто су буквално све политичке странке у Југославији биле забрањене по објави краља Александра о увођењу диктатуре 1929. Јонић и адвокат Милан Аћимовић су 2. септембра 1935. дали петицију министарству унутрашњих послова да легализује Збор. Министарство је устукнуло и 8. септембра признало Збор за званичну политичку странку. Немачки званичници су убрзо приметили овај покрет, преко немачког амбасадора у Југославији Виктора фон Херена, пружали му финансијску помоћ и у њега инфилтрирали немачке агенте. Љотићеви следбеници били су већином конзервативни интелектуалци, присталице недемократског режима, ратоборни ученици и студенти и, нарочито изван граница Србије, млади
људи интегралне југословенске оријентације. Највећи део подршке које је Збор добијао у Србији долазио је од градске средње класе, као и од десничарских студената и припадника војске. Највећи део чланова Збора су били Срби, док су Хрвати и Словенци приступали у малим бројевима. Број чланова је често варирао, углавном због неслагања са Љотићевим ауторитаризмом и недостатком популарности и политичке моћи у Србији. Љотић је био непопуларна личност у Србији због својих пронемачких симпатија и верског фанатизма, због којег је прозван „Мита Богомољац“. Љотић је као антикомуниста и верски фанатик настојао да стекне подршку међу свештеницима СПЦ. Био је потпредседник Браничевског епархијског савета и Патријаршијског савета СПЦ. Успоставио је везе са владиком Николајем Велимировићем, под чијим утицајем је у Збор ступио његов богомољачки покрет. Ограничена подршка коју је добијао Збор долазила је до чињенице да екстремна десничарска осећања нису била јака међу српским становништвом. Разлог за то је што је десничарска политика била повезивана са нацистичком Немачком. Како је српски народ био изузетно антинемачки расположен, највећи број Срба је одбацивао фашистичке и нацистичке идеје. Збор никада није имао више од 10.000 активних чланова у било ком тренутку, а највише подршке добијао је у Смедереву и од Фолкдсојчера у Војводини који су били изложени нацистичкој пропаганди још од 1933.
Током мандата Милана Стојадиновића, многи чланови Збора су напустили странку и придружили се Стојадиновићевој Југословенској радикалној заједници (ЈРЗ). Упркос томе, покрет је и даље заговарао одбацивање индивидуализма и парламентарне демократије. Љотић је тражио да се Југославија уједини око једног владара и да се врати својим верским и културним традицијама, да пригрли хришћанска учења, традиционалне вредности и корпоративизам. Заговарао је централистички организовану државу, тврдећи да је уједињење Јужних Словена била историјска и политичка неминовност и да Срби, Хрвати и Словенци деле „крвну везу и осећање заједничке судбине“. У исто време, Југославијом коју ју Љотић замишљао би доминирала Србија.
Љотићева филозофија изграђена је на његовом снажном, у појединим периодима живота готово фанатичном религиозном осећању и патријархалном васпитању. Прошла је свој еволуциони пут под утицајем Толстоја, Шарла Мораса и пре свега Паскала. Љотићева филозофија има доста додирних тачака са конзервативизмом. Едмунд Берк (1729—1797), који је најзначајни представник овог правца био је велики критичар Француске револуције. Љотићева филозофија се базира на органској мисли, којој је опозитна индивидуалистичка мисао.
Љотић је сматрао је да је драма „савременог човечанства“ у суштини драма изгубљеног пута, и да је заснована на устоличењу индивидуалистичке мисли и њених деривата: демократије, капитализма, марксизма и атеизма. Француску револуцију видео је као највећу победу индивидуалистичке мисли, а као најопаснији облик индивидуалистичке мисли видео је марксизам.
Индивидуалистичко становиште пориче неке битне особине заједница, тј. брака, породице (чија је основа брак) и нације (чија је основа породица). Љотић је са друге стране веровао да је добра и просперитетна заједница основа за напредак јединке, док је основа за напредак заједнице морал. Позната је његова идеја о триста морално беспрекорних људи који би управљали државом. Стога му је један од приоритета у политичком деловању био окупљање Људи. Најстроже критеријуме је имао пред крај живота, када је у неким писмима тврдио, да због недовољне духовне величине многе треба искључити из Збора.
Иако је тако стално називан, Љотић себе није сматрао фашистом, јер је сматрао да је фашизам карактеристичан за италијанско друштво, исто као и национал-социјализам за немачко. Ипак, љотићевска штампа је константо бранила фашистичке режиме од напада у дневној штампи. Уз то, његова основна идеја је била идеја југословенства. Сматрао је да нема праве Југославије без Бугарске, ни просперитета јужнословенским народима без заједничке државе.
Значајан је и Љотићев став према Јеврејима, иако ништа од тог става није ушло у званични програм Збора. Љотић је у суштини био јудеофобичан и антициониста. Веровао је у аутентичност „Протокола сионских мудраца“ и постојање јеврејског плана за владање светом. Иако је у Збору било чланова са изражено антисемитским ставом, нпр. генерални секретар Милорад Мојић који је превео Протокол сионских мудраца, и због тога био осуђен, написао је у брошури штампаној у окупираном Београду 1941. да се „јеврејство мора брзо и енергично ликвидирати, јер у противном случају неминовна је пропаст хришћанске цивилизације и хришћанског света“, Љотићев став се значајно разликовао од њихових. Говорио је да не треба да се разбијају јеврејске главе, него јеврејски планови. На Љотићев став према Јеврејима има и интелектуалних утицаја, пре свега Мораса. Утицајни су били и економски мотиви. Ту се мисли на искуства из доба Љотићевог рада на организовању задруга, а у вези са монополима у неким пољопривредним делатностима, које су добрим делом држали Јевреји.

#### Учешће на изборима
| коалиција/странка | гласова   | %     | посланика | %     |
| --- | --------- | ----- | --------- | ----- |
| Југословенска радикална заједница – Милан Стојадиновић - Народна радикална странка - Словеначка народна странка - Југословенска муслиманска организација - Југословенска народна странка | 1.643.783 | 54,1  | 306       | 82,0  |
| Уједињена опозиција – Влатко Мачек - Земљорадничка странка - Хрватска сељачка странка - Демократска странка - Самостална демократска странка - Црногорска федералистичка странка         | 1.364.527 | 44,9  | 67        | 18,0  |
| Југословенски народни покрет – Димитрије Љотић | 30.734    | 1,0   | 0         | 0     |
| укупно | 3.039.041 | 100,0 | 373       | 100,0 |

Упркос свом противљењу парламентарној демократији, Збор је учествовао на парламентарним изборима 1935. Збор је понудио 8.100 кандидата широм Југославије. Југословенска влада је 5. маја објавила прве резултате избора, који су показали да је 72,6% могућих гласача дало укупно 2.778.172 гласова. Странка Богољуба Јевтића је добила 1.738.390 (62,6%) гласова и 320 посланичких места у скупштини, а опозициони блок предвођен Влатка Мачека је добио 983.248 (35,4%) гласова и 48 места. Збор је завршио последњи на изборима, са 23.814 (0,8%) гласова, и није добио ниједно место у скупштини. Од свих гласова које је добио, 13.635 гласова је дошло из Дунавске бановине, у ком се налази родни Љотићев смедеревски срез. Првобитни резултати избора које су објавиле власти је изазвао незадовољство у јавности, што је приморала владу да 22. маја објавио резултате поновног бројања. Поновно бројање је показало да 100.000 додатних гласова није било забележено 5. маја и да је Јевтићева странка добила 1.746.982 (60,6%) гласова и 303 места, да је опозициони блок добио 1.076.345 (37,4%) и 67 места, а да је Збор добио 24.008 (0,8%) гласова и опет остао без места у скупштини.
После избора Љотића су заврбовали нацисти, без знања многих чланова Збора. Сарадници Алфреда Розенберга су се обавезали да ће финансирати Збор ако у Југославији буде водио пронацистичку политику. Независно од овог покушаја, и Ерих Кох је покушао да се приближи Љотићу да би заједно основали преузеће у које би ушле сељачке задруге на чијим челима је био Љотић које би трговало са Немачком. Зарада тог предузећа би ишла за финансирање Збора. Између нацистичких вођа је избио око спор, а то је искористио Херман Геринг да оствари сопствени утицај у Југославији. Свом посреднику у Београду Францу Нојхаузену дао је доказе о везама Љотића са нацистима.
Љотић је 1937. почео нападати Стојадиновића кроз зборашке часописе - отишавши толико далеко да га је оптужио за саучесништво у убиству краља Александра три године раније. Стојадиновић је на то одговорио откривши да Љотића финансирају Немци да шири нацистичку пропаганду и заговара немачке привредне интересе у Србији. Доказни материјал који је повезивао Љотића са Немцима је југословенским властима дао командант Луфтвафеа Херман Геринг, Стојадиновићев симпатизер. Стојадиновић је искористио ово откриће у своју корист на парламентарним изборима 1938. представивши своје противнике, укључујући и Љотића, као „нелојалне агитаторе“. Љотић је одговорио нападајући Стојадиновића кроз издања Отаџбине, од којих су многа касније била забрањена. Стојадиновићева влада је забранила све зборашке скупове и новине, конфисковала пропагандни материјал и хапсила вође Збора. Љотић је ухапшен у септембру 1938. (одн. 26. октобра 1938.) након што је југословенска жандармерија отворила ватру на скуп присталица Збора, убивши најмање једну особу. Стојадиновић је 10. октобра распустио Народну скупштину, расписао нове изборе и уредио даља хапшења чланова Збора. Љотић је јавно одговорио да се присталице Збора хапсе да би им се спречило учешће на предстојећим изборима. На парламентарним изборима су понуђена три кандидата за премијера: Стојадиновић, Мачек и Љотић. Током самог гласања, чланови опозиционих партија, међу њима и збора, су били хапшени и испитивани, а изборни дневници се тврдило да су фалсификовани у Стојадиновићеву корист. Збор је завршио последњи на изборима, добивши 30.734 (1,01%) гласова и опет оставши без иједног места у скупштини. 17.573 гласова за Збор је дато у Дунавској бановини, док се број гласова у далматинској Приморској бановини се повећао са 974 у 1935. на 2.427 у децембру 1938.

### Други светски рат

#### Активности у неутралној Југославији
У августу 1939. Љотићев рођак, генерал Милан Недић, је постављен за министра одбране Југославије. Крајем те године, скоро сви зборашки часописи, укључујући Отаџбину, Буђење, Збор, Наш пут и Вихор су били забрањени. Љотић је искористио везе које је имао са Недићем да се забрањени зборашки журнал Билтен дистрибуира припадницима Југословенске војске. Журнал је штампан илегално у војној штампарији и дељен широм земље преко војних курира. Љотић је био главни уредник журнала. Од марта 1939. па до октобра 1940. штампано је 58 бројева Билтена, у којима ја Љотић заговарао проосовинску спољну политику Југославије и критиковао политику владе.
Са избијањем Другог светског рата, Љотић је подржавао неутралну југословенску политику у сукобу, док је истовремено промовисао став да би југословенска дипломатија требало да се ослони на односе са Берлином. Оштро се противио споразуму Цветковић-Мачек и стално је писао писма кнезу Павлу ургирајући да га поништи. У овим писмима је заговарао тренутну реорганизацију владе према идеологији Збора, укидању хрватске аутономије, поделе Југословенске војске на контингенте састављене од Срба и нешто хрватских и словеначких добровољаца, који би били наоружани, и контингенте сачињене од већине Хрвата и Словенаца, који би служили у радним батаљонима и били ненаоружани. До овог тренутка, у Збор су се инфилтрирали немачки Гестапо, Абвер (немачка војна обавештајна служба) и СС. Југословенска војска је 1940. сменом генерала Недића очишћена од пронемачких елемената и Љотић је изгубио већину свог утицаја над оружаним снагама.
Љотићеви следбеници су насиљем одговорили на споразум Цветковић-Мачек, успут се сукобљавајући са СКОЈ-ем, омладинском организацијом Комунистичке партије Југославије. Ови инциденти су довели до 5.000 нових чланова Збора и оснивања студентског огранка Збора по имену Бели орлови. У јулу 1940. Љотић се жестоко противио југословенском дипломатском признавању Совјетског Савеза, што је урађено како би се Југославија ојачала изнутра у случају рата.
Чланови Белих орлова су се 23. октобра 1940. окупили испред Београдског универзитета. Петар Мицић, ректор Београдског универзитета, је био симпатизер Збора. Београдска полиција, која је наводно унапред знала за нереде, се повукла из краја пре него што је избило насиље. Чланови Белих орлова су претили студентима и особљу универзитета пиштољима и ножевима, изболи неколико особа, узвикивали поздраве Адолфу Хитлеру и Бениту Мусолинију и узвикивали „доле са Јеврејима!“. Чланови Словенског југа, српског националистичког покрета, су такође учествовали у нередима, које је организовао Љотић надајући се да ће они изазвати ванредно стање и тако донети централизованију контролу над универзитетом. Југословенска влада је убрзо забранила Збор, ухапсивши неколико стотина његових чланова и приморавши Љотића да се скрива. Српска јавност на нереде је реаговала са згражавањем. Један од неколицине особа која је говорила у Љотићеву корист у овом периоду био је владика СПЦ Николај Велимировић, који је хвалио његову „веру у бога“ и „добар карактер“. Иако је владина истрага закључила да је Збор одговоран за велеиздају због примања немачких средстава, власти су пазиле да не ухапсе Љотића да не би провоцирали Немце. Љотић је стављен под владин надзор, али су власти ускоро изгубиле из вида. Љотић се сакрио код својих пријатеља у Београду и остао је у контакту са Недићем и Велимировићем. Недић је 6. новембра смењен са места министра одбране. Упркос његовој смени, још неколико бројева Билтена је штампано. Они су подржавали проосовинску политику југословенске владе, критиковали владину толеранцију према Јеврејима и масонима и нападале пробританске чланове владе због њиховог противљења приступању Југославије Тројном пакту. Љотић се скривао све до априла 1941.

#### Окупација Југославије
Након напада на Југославију Љотић се у складу са својим ратним распоредом јавља на дужност у бијељинску касарну. Истовремено наредио је и осталим члановима Збора да поступе исто. Вермахт је заробио неколико десетина официра Југословенске војске блиских Збору, али их је брзо пустио. Након окупације Југославије Љотић се вратио у Смедерево. Немци су послали поруку у којој су му гарантовали слободу кретања у окупираној Србији. Одазвао се позиву нацистичких окупационих власти које су покренуле иницијативу за стварање цивилних власти (тзв. Комесарска управа) у окупираној Србији. Активно је учествовао у преговорима са немачким властима и постизању споразума са истима. Немци су постепено схватили да Љотић није погодан кандидат, јер није имао угледа у народу. И сам Љотић је из истог разлог одбио да уђе у владу (за њега је било предвиђено место комесара привреде), али су зато уз његово одобрење ушла два члана Збора, Милосав Васиљевић и Стеван Ивaнић.
Међутим, 5. јуна 1941, након што је експлодирало складиште муниције у Смедеревској тврђави, постављен је за ванредног повериоца за обнову Смедерева. После немачког напада на Совјетски Савез, Немци су у јулу и августу, дозволили Љотићу да одржи три говора преко Радио Београда. Након пада Комесарске управе која је била неспособна да угуши устанак који је подигла КПЈ, Немци су га консултовали пре именовања Милана Недића за председника Владе народног спаса, а којег је на то место предложио управо Димитрије Љотић. После пораза 1941. и распада Југославије, Љотићева духовност и мистицизам су све израженији. Желео је да Збору да нову идеолошку суштину, засновану на православним начелима. У том духу су његова тадашња писма и обраћања на радију. У једном од својих говора из јула, Љотић је говорио да је крајњи циљ Совјетског Савеза био „уништење народног и хришћанског реда, после чега би следила владавина Јевреја над свим народима“.
Љотић је чуо за пуковника Драгољуба Михаиловића преко потпоручника Владимира Ленца, који је пратио Михаиловића од Дервенте до Равне горе. Љотић је преко курира слао паре Михаиловићу, али је сарадња прекинута у јулу 1941. након што Љотић чуо да Михаиловић одржава контакте са партизанима.

#### СДК, политичка и пропагандна активност
Немци су веровали Љотићу више него иједном Србину у окупираној Југославији. Михаило Олћан је предложио формирање Српске добровољачке команде тј. јединица које би се бориле против партизана. Пошто су им биле потребне поуздане локалне колаборационистичке снаге, Немци су септембра 1941. дали дозволу за оснивање ових одреда. Те јединице наоружане су од стране немачке власти. Команда је објављивала јавне апеле који су позивали добровољце „у борбу против комунистичке опасности“ и до краја је нарасла на снагу од око 3.500 наоружаних људи. Иако ови апели нису помињали пуковника Драгољуба Михаиловића и његове четнике, Љотић је до новембра 1941. почео да јавно напада Михаиловића. У једном новинском чланку, Љотић је оптужио Михаиловића да је одговоран за смрт многих Срба и изазивање великог разарања као последицу његове „наивне“ сарадње са комунистима. У октобру 1941. одреди СДК су делимично учествовали у Крагујевачком масакру, помажући Немцима током привођења цивила. Дана 22. новембра 1941. добровољци, жандармерија и четници Косте Пећанца стављени су под јединствено заповедништво под заједничким именом Шумадијски корпус. Тај корпус потпадао је под заповедништво 113. немачке дивизије и као такав учествовао је у борбама против партизана. Димитрије Љотић никада својом идеологијом није успео да придобије значајнији део српског народа. Напротив, сврставањем уз окупатора и учешћу у Крагујевачком масакру, његове јединице су у српском народу углавном постале омражене, а изразити антикомунистички карактер је био њихова главна карактеристика. Дејство његових јединица није било значајно за ток рата на овим просторима. Биле су малобројне, формиране по допуштењу окупатора, и организоване под командом Косте Мушицког. Бројност је варирала од 3.000 до 9.886 што је био максимум постигнут пред крај рата у окупираној Србији уз присилну мобилизацију. Највише су биле стациониране у Шумадији и већим местима у Србији, али су и мање јединице Српског добровољачког корпуса помагале борбу четника изван Србије. Имали су неколико значајнијих борби, и борбена снага која је конкретно учествовала у тим борбама била је јачине до једног батаљона, тј. око 500 људи.
Збор је 22. октобра 1941, дан након масакра у Крагујевцу, организовао Антимасонску изложбу у Београду уз немачку финансијску помоћ. Циљ ове изложбе је било разоткривање јудеомасонcке/комунистичке завере за владавину светом. Српске колаборационистичке новине, као што су „Обнова“ и „Наша борба“ су позитивно писале о овој изложби, пишући да су „Јевреји древни непријатељи српског народа“ и да „Срби не би требало да чекају Немце да почну истребљење Јевреја“. Име новина Наша борба, које је раније те године основао Љотић, је одражавало име Хитлерове књиге „Мајн кампф“ (Моја борба). Многи писци чланака у њима су били добро образовани, а међу њима је било студената, учитеља, адвоката и инжењера. Љотић и његови сарадници су били одговорни за штампање око педесет антисемитских дела између 1941. и 1944. Љотић је такође основао Радну службу, омладински покрет сличан Хитлерјугенду.
У новембру је Љотић интервенисао у корист 300-500 особа које су ухапсили Немци под сумњом да су масони. Убедио је шефа немачке војне администрације Харалда Турнера да ухапшене особе нису масони и да не би требало да их стреља као таоце. Према исказу његовог личног секретара, Љотић је такође замолио Турнера да не наређује убиства Јевреја, изјавивши: „Ja сам против Јевреја који владају привредом моје земље, али сам против њихових убистава“. Додао је да „њихова невино проливена крв не може донети било какво добро народу који ради ово“. Турнер је наводно био изненађен Љотићевим изјавама, узевши у обзир историју његовог антисемитизма.
Недић је 28. марта 1942. наговестио Турнеру да је, у случају његовог одласка, Љотић једина особа која би се могла узети у обзир да буде Недићев наследник на месту председника Владе народног спаса. Турнер је оценио да „Недић не може бити озбиљан по томе јер је Љотић био пророк и визионар, а не вођа и политичар“. Српски добровољачки одреди су у децембру преименовани у Српски добровољачки корпус и стављени под команду генерала артиљерије Паула Бадера. Иако није формално био део Вермахта, СДК је добијао оружје, муницију, храну и оружје од Немаца. Они су били једина група наоружаних Срба којима су Немци веровали током рата, њене јединице су немачке команданти често хвалили за храброст у акцијама. СДК је често помагао Гестапоу у проналажењу и скупљању јеврејских цивила који су успели да избегну немачко заробљавање, а Јевреје и присталице партизана су слали у логор Бањица. Јединицама СДК није било дозвољено да се крећу ван додељене територије окупиране Србије без немачког одобрења. Чланови СДК су полагали заклетву да ће се борити до смрти и против комуниста и четника, да ће остати у редовима СДК најмање шест месеци и да ће „служити у корист српског народа“. Сам Љотић није имао команду над СДК, на чијем се челу налазио пуковник Коста Мушицки. Већина официра у СДК је долазило из редова распуштене Југословенске војске или жандармерије. Морал добровољаца је био висок, јер су у својим редовима имали официре-просветаре, слично као што су Совјети и партизани имали политичке комесаре, у свакој чети, батаљону или пуку да образују и индоктринишу војнике и одржавају висок ниво морала. Према идеологији СДК, Љотић је био „звезда водиља“ на темељу „својих политичких и филозофских прогласа“. У својим инструкцијама командантима јединица, Љотић је наглашавао потребу да добровољци верују и поштују Бога. Ургирао је да се редовно моле и упозорио их је да лоши резултати на бојишту и неуспех да стекну подршку српске јавности долазе као последица „све слабије побожности и вере команданата“ и њиховог честог псовања Божјег имена. Љотић је критиковао раширену појаву алкохолизма, коцкања и сексуалне декаденције међу добровољцима. Такође их је осуђивао почињена дела непотребног насиља када би био информисан о њима.
- Димитрије Љотић скроз десно.

Михаиловић је 15. јула 1942. послао телеграм југословенској избегличкој влади, захтевајући од њих да јавно осуде Љотића, Недића и четничког одметника Косту Пећанца као издајнике. Југословенска избегличка влада је то урадила јавно преко Би-Би-Сија. Михаиловић је такође вршио притисак преко владе одузимањем чинова Недићевим генералима и другим официрима, и стављањем колаборатора под слово „З“. Љотић је у октобру био приморан да повуче два своја представника из Недићеве владе да би избегао одговорност за непопуларне и тешке економске мере, а нарочито политике прехране, које је Недић морао да усвоји тог месеца. Након капитулације Италије у септембру 1943, четнички командант Црне Горе Павле Ђуришић је успоставио везу са Љотићем.

#### Повлачење и смрт
У фебруару 1944. Љотић је послао 2. батаљон 5. пука СДК у Црну Гору да помогне Ђуришићевим четницима. Од 839 послатих припадника СДК, 543 је погинуло у борбама против партизана. Иако је сарађивао са Ђуришићем, Љотић се још увек опирао сарадњи са Михаиловићем. Како је почетком пролећа 1944. главнина партизана почела да се пробија у Србију, Немцима је било важније да уједине све националистичке формације против партизана, па је превагу однела политика коју су водили специјални опуномоћеник Херман Нојбахер и Милан Недић. Упркос томе, повремени сукоби на терену између љотићеваца и четника су се наставили.
Љотић се маја 1944. сусрео са Михаиловићевим командантом Србије, генералом Мирославом Трифуновићем, у селу Брђанима и склопио споразум о заједничкој борби против партизана. Опет, на терену је повремено долазило до сукоба четника и љотићеваца.
Михаиловић је 6. септембра, на рођендан краља Петра II, преузео команду над српским колаборационистичким формацијама, укључујући и СДК. Димитрије Љотић је идејни творац стратегије која је требало да уједини све лојалисте (четнике и друге), те да се пред трупама Црвене армије сви заједно повуку у Словенију. Само мали део четничких трупа је ту стратегију на време прихватио, и то пре свих четници Динарске дивизије и још неких мањих формација. Љотић је послао Ратка Парежанина, члана Збора и уредника „Наше борбе“, са тридесетак пратилаца у Црну Гору, да убеде Ђуришића да се повуче са својим четницима у Словенију, одакле би покренули офанзиву. Љотић је 4. октобра, заједно са Недићем, 300 владиних званичника и немачким званичницима побегао из Београда. Крајем октобра, Љотић и снаге СДС су стигле у Осијек. Овде се Нојбахер сложио да уговори слободан пролаз кроз НДХ до словеначке обале.
Љотић је у децембру издејствовао пуштање владике Николаја Велимировића и српског патријарха Гаврила Дожића из логора Дахау. Велимировића су Немци затворили још у јулу 1941. под сумњом да је њихов противник, и Љотић је тог лета написао неколико писама немачким званичницима, тражећи ослобађање владике Николаја, на основу тога што је Велимировић величао Хитлера пре рата. Велимировић је пребачен у Дахау заједно са Дожићем преко Будимпеште и Беча у септембру 1944. и држани тамо као „почасни затвореници“. Након свог пуштања, он и Дожић су пребачени у једно туристичко одмаралиште, а затим у Беч као гости немачке владе, где су се срели са Љотићем и другим квислиншким званичницима. Љотић и Недић су тражили од Нојбахера да снагама четничког команданата Момчила Ђујића буду дозвољен пролазак до Словеније. Управо су они једина већа четничка формација чији су чланови успели да сачувају своје животе, и да након завршетка рата формирају јак националистички, антикомунистички покрет у дијаспори.
Између марта и априла 1945. Љотић и Михаиловић су размењивали поруке о савезу у последњи час против партизана. Зато су код Михаиловића у Босну долазили Милан Аћимовић и Бошко Костић. Љотић је тражио да генерал Михаиловић ”са целокупном војском” дође у Словенију и лично преузме команду. Љотић је рачунао да у Словенији има око 35 хиљада наоружаних Срба и Словенаца, чему се може додати још око 30.000 људи општом мобилизацијом. Ако би Дража дошао са остацима својих снага (у то време око 25.000), у Словенији би се створила армија од близу 100.000 људи. Михаиловић није желео да напушта Босну, али је послао генерала Миодрага Дамјановића, пуковника Љубу Јовановића Патка и потпуковника Синишу Оцокољића да преузму команду у Словенији. У Михаиловићевим редовима је тада дошло до раскола, и многи његови људи су 16. марта пошли у Словенију. Не чекајући допуштење Драже Михаиловића, Павле Ђуришић и друге четничке вође, међу којима Драгиша Васић, Лука Балетић, Мирко Лалатовић, Захарије Остојић, Павле Новаковић и Петар Баћовић, су са својим људима кренули ка Љотићу. Њихова колона је успут нападнута од усташа и уништена у бици на Лијевча пољу. Иако је постигнути споразум Љотића и Михаиловића дошао прекасно да би био од неке користи, Љотићеве и Михаиловићеве снаге у Словенији су дошле под заједничку команду четничког генерала Миодрага Дамјановића 27. марта 1945. На Љотићев захтев, Дожић и Велимировић су половином априла благословили око 25.000 припадника СДС, СДК и Специјалне полиције, као и четнике Момчила Ђујића и Доброслава Јевђевића и словеначке домобране, који су се сви скупили на словеначкој обали.
У овом тренутку, око 22. априла Нојбахер је последњи пут посетио Љотића. Како су схватили да је до тоталног колапса немачких снага на Балкану и у Италији остало само неколико недеља, ако не и дана, Нојбахер је желео да зна Љотићеве планове за повлачење и предају СДК.
Истог дана 22. априла 1945. Димитрије Љотић добио је телеграм од Момчила Ђујића, да патријарх Гаврило и епископ Николај желе да се састану са њим. Љотић је на пут кренуо 23. априла. Возач аутомобила Ратко Живадиновић био је изразито кратковид. Када је сумрак већ пао и мало тога се на путу видело, зауставила их је једна словеначка војна патрола у Ајдовшчини. Ту су били упозорени како није пожељно наставити даље, јер је остатак терена под контролом партизана. Но, Љотић је устрајао на томе да се пут настави. Ни десетак минута након тога аутомобил је ударио у мост који је до пола био срушен, па се откотрљао у провалију насталу рушењем моста од стране савезничког ваздухопловства. Димитрије Љотић је при паду сломио врат и погинуо је на лицу места. Сутрадан ујутро тело Димитрија Љотића пребачено је у Горицу где је обављена сахрана у напуштеној крипти која је припадала неком мађарском грофу. Погребну службу су заједно обавили Дожић и Велимировић. На његовом одру је владика Николај одржао посмртну беседу, назвавши Љотића „највернијим сином Српства“. Описао га је као „политичара са крстом“, „хришћанског државника“ и „идеолога хришћанског национализма“, који је „зашао у кругове светске политике“.
Почетком маја, Дамјановић је одвео део своје војске у североисточну Италију, где су се предали Британцима и били смештени у логоре. Део љотићеваца који је прешао у Аустрију је био изручен Југославији, а процењено је да су партизани погубили њих 1.500 до 3.000 и сахранили у масовне гробнице у области Кочевског рога. Преостали су емигрирали у западне државе, где су основали емигрантске организације са циљем да промовишу политику Збора. Многи Љотићеви следбеници су се населили у Минхену, где су водили своју издавачку кућу и штампали новине Искра. Деловање Збора у дијаспори се одвијало у скромном обиму под руковођењем Јакова Љотића, рођеног брата Димитрија Љотића, који је 1974. убијен. Верује се да је убиство организовала Служба државне безбедности СФРЈ. На том месту га је потом наследио син Димитрија Љотића, Владимир. Непријатељство прољотићевских и прочетничких група се наставило у избеглиштву.